# Elias Boudinot (1802–1839)

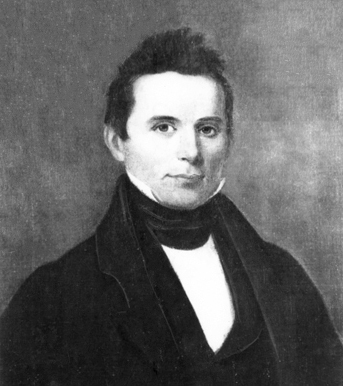
Elias Boudinot

Elias Boudinot (ur. 1802, zm. 22 czerwca 1839) – Indianin z północnoamerykańskiego plemienia Czirokezów (ang. Cherokee), członek elity tego należącego do Pięciu Cywilizowanych Narodów plemienia, redaktor pionierskiej indiańskiej gazety Cherokee Phoenix.

## Życiorys
Urodzony jako Gallegina Watie w wiosce Czirokezów Oothcaloga w pobliżu dzisiejszego miasta Calhoun na północnym zachodzie stanu Georgia. Najstarszy z dziewięciorga dzieci Czirokeza o imieniu Oo-wati i Metyski Zuzanny Reese. Od 1817 uczeń misyjnej szkoły w Cornwall, wspierany przez amerykańskiego prawnika i filantropa Eliasa Boudinot, którego nazwisko, zgodnie z plemiennym obyczajem, przejął. W 1820 przyjął chrzest w Kościele ewangelickim, a w 1826 pojął za żonę Harriet R. Gold, bogatą białą mieszkankę Cornwall (co wzbudziło oburzenie rasistowskich mieszkańców miasteczka). Wraz z żoną i dwiema córkami zamieszkali wkrótce potem w ówczesnej stolicy plemienia Czirokezów New Echota.
W 1828 założył i przez cztery lata redagował plemienną gazetę Cherokee Phoenix (pierwszą indiańską gazetę w Ameryce Północnej), drukowaną częściowo w sylabariuszu czirokeskim, wynalezionym przez współplemieńca, Sekwoję. Pieniądze na założenie gazety pochodziły z wykładów Eliasa Boudinot, wygłaszanych na polecenie rady plemiennej Czirokezów w miastach na wschodzie USA. Pierwszy numer pisma ukazał się 21 lutego 1828 roku, a gazeta szybko zyskała popularność nie tylko w Stanach Zjednoczonych, ale także w kilku krajach Europy.
Boudinot zrezygnował z redagowania gazety w 1832, bowiem należał do mniejszości Czirokezów, która uważała, że przetrwanie plemienia zależy od jego szybkiej akulturacji i nie mógł drukować artykułów na ten temat. Krótko potem mniejszościowa grupa, do której należał, opowiedziała się za podpisaniem traktatu z New Echota (29 grudnia 1835) i przesiedleniem plemienia na położone za Missisipi tereny Terytorium Indiańskiego. To dramatyczne przesiedlenie to zyskało z czasem miano „Szlaku Łez”.
Boudinot napisał też książkę wydrukowaną pismem czirokeskim i przyczynił się do przetłumaczenia Biblii na język Czirokezów.
Wkrótce po przesiedleniu się na Terytorium Indiańskie (Obecna Oklahoma) został zasztyletowany w swoim domu w Park Hill przez trzech Czirokezów oskarżających go o zdradę.